# Выборы в Казахстане
Политические выборы в Казахстане проводятся на национальном уровне для избрания Президента и парламента, который разделен на две палаты Мажилиса (Нижняя палата) и Сенат (Верхняя Палата). Местные выборы в маслихаты (местные представительные органы) проводятся каждые семь лет.
Выборы проводятся Центральной избирательной комиссией Республики Казахстан.

## Реформы
Президент Токаев был избран в 2019 году, пообещав широкомасштабных экономических, политических и социальных реформ и нескольких изменений в процедурах выборов, квалификации кандидатов и правилах оппозиционных партий.

## Президентские выборы

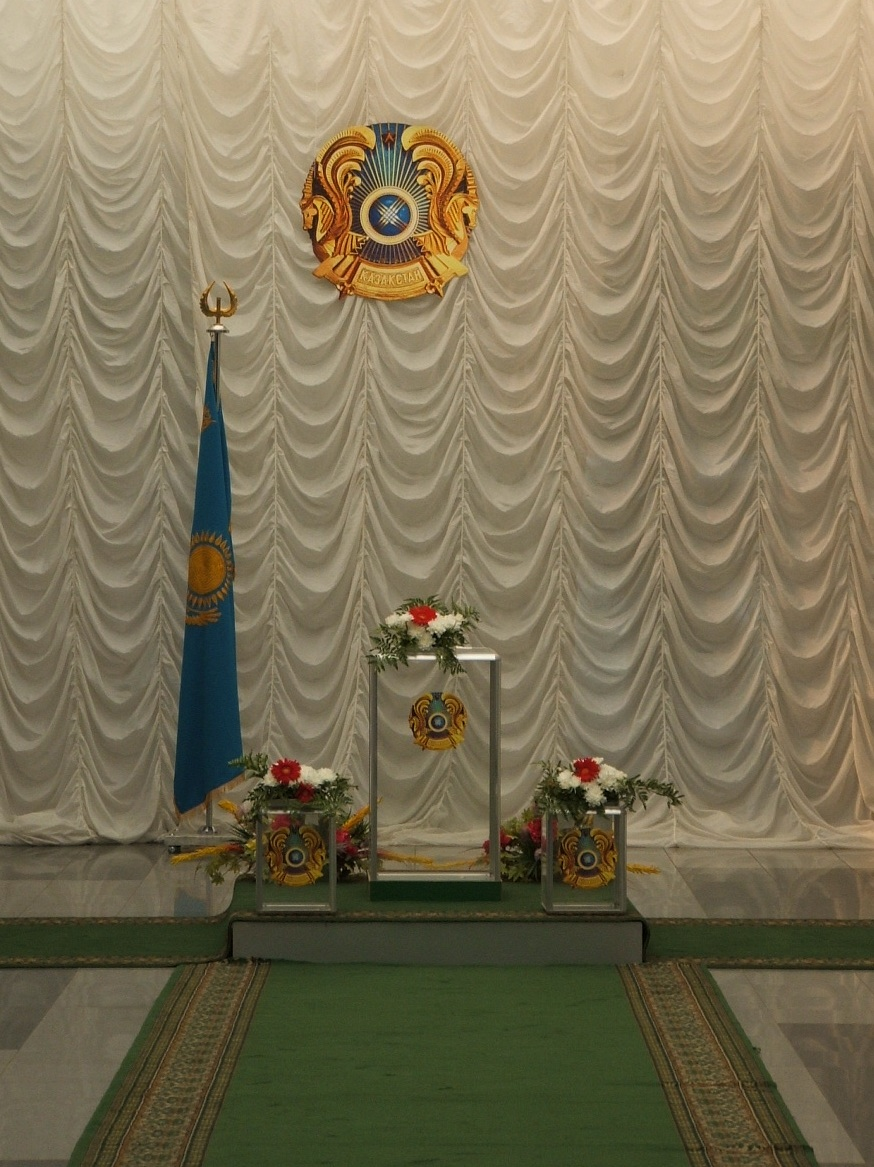
Урна для голосования на Парламентских выборах 2007 года

### Назначение выборов
Очередные выборы президента Республики Казахстан согласно п.3 ст. 41 Конституции проводятся в первое воскресенье декабря и не могут совпадать по срокам с выборами нового состава парламента. Очередные выборы Президента объявляются Мажилисом Парламента не позднее второго воскресенья сентября.
Внеочередные президентские выборы назначаются решением главы государства (п.3-1 ст. 41 Конституции Республики Казахстан) и проводятся в порядке и в сроки, установленные конституционным законом «О выборах в Республике Казахстан». Внеочередные президентские выборы проводятся в течение двух месяцев со дня их назначения.

### Требования к кандидатам на пост Президента
Выдвигать кандидатов на должность президента Казахстана могут только политические партии и зарегистрированные республиканские общественные объединения. Общественное объединение имеет право выдвинуть лишь одного кандидата. Решение о выдвижении принимается большинством голосов от общего числа членов высшего органа республиканского общественного объединения. В течение пяти дней после выдвижения кандидата Центральная избирательная комиссия должна проверить его соответствие требованиям законодательства.
Кандидаты на должность Президента Казахстана должны удовлетворять следующим требованиям:
- являться дееспособными, а также не содержаться в местах лишения свободы по приговору суда (п.3 ст. 33 Конституции Республики Казахстан)
- быть гражданином Казахстана по рождению (п.2 ст. 41 Конституции Республики Казахстан)
- не моложе сорока лет (п.2 ст. 41 Конституции Республики Казахстан)
- свободно владеть государственным языком (п.2 ст. 41 Конституции Республики Казахстан)
- проживать в Казахстане последние пятнадцать лет (п.2 ст. 41 Конституции Республики Казахстан)
- иметь высшее образование (п.2 ст. 41 Конституции Республики Казахстан)
- не иметь не погашенную или неснятую судимость (п.4 ст. 4 закона «О выборах в Республике Казахстан»)
- не быть осужденным по коррупционным делам (п.4 ст. 4 закона «О выборах в Республике Казахстан»)
- иметь опыт работы на государственной службе или на выборных государственных должностях, составляющий не менее 5 лет (п.1 ст. 54 закона «О выборах в Республике Казахстан»)

### Проведение выборов
Согласно п.5 ст. 41 Конституции Республики Казахстан, кандидат, который набрал более 50 % голосов избирателей, принявших участие в голосовании, считается избранным. Если ни один из претендентов не набрал указанного числа голосов, проводится повторное голосование, в котором участвуют два кандидата, получившие наибольшую поддержку избирателей. Избранным считается кандидат, набравший большее число голосов избирателей, принявших участие в голосовании.
Центральная избирательная комиссия на основании протоколов территориальных избирательных комиссий в семидневный срок со дня проведения выборов регистрирует избранного Президента Республики.
Центральная избирательная комиссия по представлению соответствующих избирательных комиссий, по обращениям граждан может отказать в регистрации избранного Президента, если на не менее чем одной четвертой части от общего числа участков или административно — территориальных единиц:
- выборы были признаны недействительными;
- либо если в ходе их или при подсчете голосов либо определении результатов голосования имели место нарушения Конституционного закона «О выборах в Республике Казахстан».

### Голосование
Голосовать имеет право:
Гражданин РК, которому исполнилось 18 лет. Он должен обладать активным избирательным правом, то есть быть дееспособным, не судимым. Ещё одно главное условие для избирателя – это наличие прописки. Проголосовать можно только по месту прописки. На сайтах местных исполнительных органов публикуется информация о границах избирательных участков.

### Статистика президентских выборов
Всего официально зарегистрированными кандидатами в президенты становились 17 человек, четверо из них более одного раза: Нурсултан Назарбаев (пять раз), Гани Касымов, Мэлс Елеусизов и Жамбыл Ахметбеков (трое — два раза). Динамика их результатов в процентах:
вн- внеочередные
|            | 1991  | 1999  | 2005  | 2011  | 2015  | 2019 |
|            |       | вн    | вн    | вн    | вн    | вн   |
| ---------- | ----- | ----- | ----- | ----- | ----- | ---- |
| Назарбаев  | 98,80 | 81,00 | 91,15 | 95,55 | 97,75 | 0    |
| Касымов    | 0     | 4,70  | 0     | 1,94  | 0     | 0    |
| Елеусизов  | 0     | 0     | 0,28  | 1,15  | 0     | 0    |
| Ахметбеков | 0     | 0     | 0     | 1,36  | 0     | 1,82 |

- Выборы президента Казахстана ни разу не проигрывал действующий глава государства, переизбирающийся на новый срок.
- Нурсултан Назарбаев — единственный человек, бывший президентом Казахстана в составе СССР (Казахская ССР).
- Первой женщиной кандидатом в президенты стала Дания Еспаева на выборах 2019 года.
- Все выборы начиная с 1999 года были внеочередными.

Выборы по партиям
|                                      | 1991 | 1999 | 2005           | 2011           | 2015           | 2019           |
| ------------------------------------ | ---- | ---- | -------------- | -------------- | -------------- | -------------- |
| Нур отан                             |      |      | 91,15          | 95,55          | 97,75          | 70,98          |
| ППК                                  |      |      | не участвовали | 1,94           |                |                |
| КНПК                                 | 0    | 0    | 0,34           | 1,36           | 1,61           | 1,82           |
| Ак-жол                               |      |      | 1,61           | не участвовали | не участвовали | 5,05           |
| ОСДП                                 |      |      |                | не участвовали | не участвовали | бойкотировали  |
| Ауыл                                 |      |      |                | не участвовали | не участвовали | 3,04           |
| Бирлик                               |      |      |                |                | не участвовали | не участвовали |
| КПК                                  |      | 11,9 |                |                |                |                |
| КПСС                                 | 98,8 |      |                |                |                |                |
| Партия народного единства Казахстана |      | 0,8  |                |                |                |                |

Кандидаты по партиям.
|                                      | 1991                | 1999                              | 2005                             | 2011                | 2015                | 2019                                                     |
| ------------------------------------ | ------------------- | --------------------------------- | -------------------------------- | ------------------- | ------------------- | -------------------------------------------------------- |
| Нур отан                             |                     |                                   | Нурсултан Назарбаев              | Нурсултан Назарбаев | Нурсултан Назарбаев | Касым-Жомарт Токаев                                      |
| ППК                                  |                     |                                   | не участвовали                   | Гани Касымов        |                     |                                                          |
| КНПК                                 | 0                   | 0                                 | Абылкасымов Ерасыл               | Жамбыл Ахметбеков   | Тургун Сыздыков     | Жамбыл Ахметбеков                                        |
| Ак-жол                               |                     |                                   | Алихан Байменов                  | не участвовали      | не участвовали      | Еспаева Дания                                            |
| ОСДП                                 |                     |                                   |                                  | не участвовали      | не участвовали      | бойкотировали                                            |
| Ауыл                                 |                     |                                   |                                  | не участвовали      | не участвовали      | Рахимбеков Толеутай                                      |
| Бирлик                               |                     |                                   |                                  |                     | не участвовали      | не участвовали                                           |
| КПК                                  |                     | Серикболсын Абдильдин             |                                  |                     |                     |                                                          |
| КПСС                                 | Нурсултан Назарбаев |                                   |                                  |                     |                     |                                                          |
| Партия народного единства Казахстана |                     | Энгельс Габбасов                  |                                  |                     |                     |                                                          |
| Независимые и беспартийные           |                     | Нурсултан Назарбаев, Гани Касымов | Мэлс Елеусизов, Жармахан Туякбай | Мэлс Елеусизов      | Абельгази Кусаинов  | Косанов Амиржан, Амангельди Сатыбалдиевич, Тугел Садыбек |

## История президентских выборов
- Президентские выборы в Казахской ССР (1991)
- Президентские выборы в Казахстане (1999)
- Президентские выборы в Казахстане (2005)
- Президентские выборы в Казахстане (2011)
- Президентские выборы в Казахстане (2015)
- Президентские выборы в Казахстане (2019)
- Президентские выборы в Казахстане (2022)

## Парламентские выборы
Парламент регулируется 4 разделом Конституции РК 
Парламент Казахстана состоит из 2 палат нижней - Мажлиса и верхней - Сената.

### Общие требования парламента
Требования для депутата Парламента: 
- Иметь гражданство РК
- Постоянно проживать на территории РК последние 10 лет.

### Мажилис
Мажилис состоит из 107 депутатов. 98 - избираются прямым голосованием, 9 - выбираются Ассамблеей народа Казахстана. Срок правления депутата мажилиса 5 лет.
Особые требования для депутата Мажилиса:
- быть старше 25 лет

### Статистика выборов в мажилис
Полный список депутатов Мажилиса Парламента

### Сенат
Сенат состоит из 49 депутатов(после поправок в конституцию). 15 - назначаются президентом(до поправок было - 7), 34 избираются косвенным голосованием (через маслихаты) по 2 от каждой области(14 областей), Города республиканского значения(2 ГРЗ) и столицы(1 столица). Из этих 34 каждые 3 года переизбираются 17 депутатов. срок правления депутата сената 6 лет.
Особые требования для депутата Сената:
- быть старше 30 лет
- иметь высшее образование
- иметь стаж работы не менее пяти лет
- проживать в соответствующей области, Городе республиканского значения либо столицы не менее 3 лет.

Полный список депутатов Сената Парламента
- Парламентские выборы в Казахстане (2023)

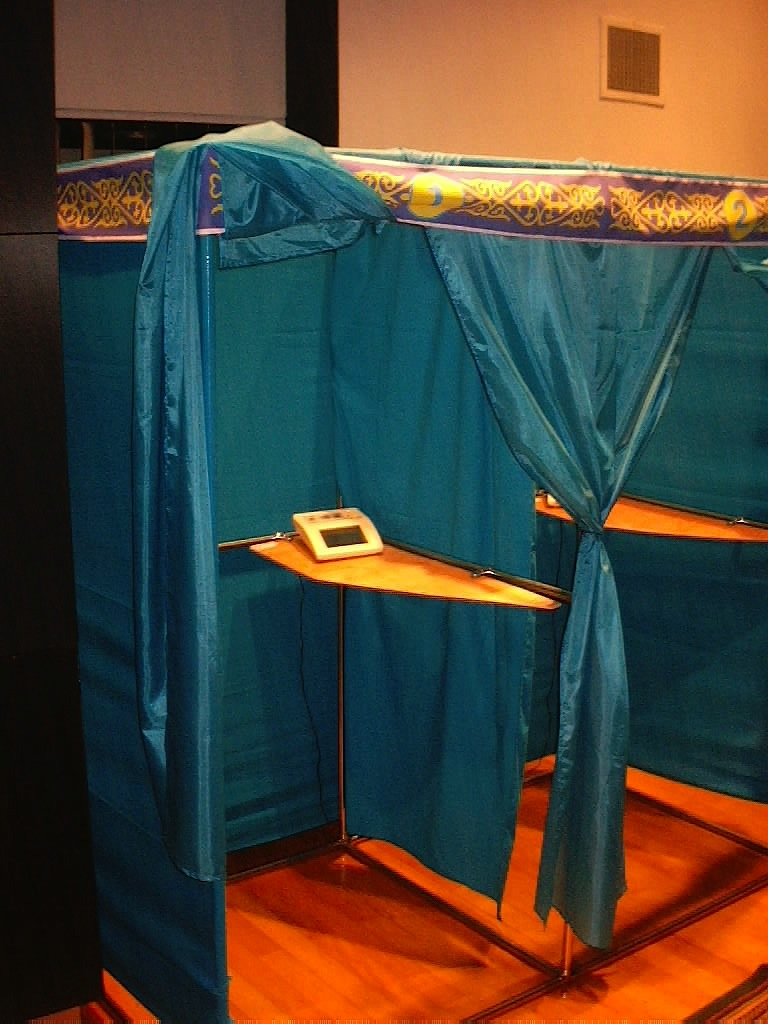
Кабинка для голосования с установленным терминалом для электронного голосования АИС «Сайлау»